# ドッグフェイス (軍隊)
ドッグフェイス（英語: Dogface）は、「アメリカ陸軍の歩兵」を意味する俗語であり、特に第二次世界大戦中の兵士に対して使われた。

## 歴史と用例
この言葉の由来は定かではない。退役軍人のフィリップ・レベック（Phillip Leveque）は、次のように説明している：
恐らく、「犬のツラ」（dogface）という言葉の由来を説明せねばならないね。奴は「子犬のテント」（pup tents, シェルターハーフ・テントの俗称）とか、狐の巣穴（fox holes, 蛸壺壕）に住んでいた。我々は訓練中に犬のように扱われ、識別用のドッグタグ（dog tags, 認識票）を持っていた。もとを辿れば、南北戦争中に負傷兵に怪我の程度を示す札が紐で括り付けられていたことから始まっている。この札は飼い犬や馬に付けられるものによく似ていたが、とは言っても誰かが馬のテントに住んでいると言われたり、馬のツラと呼ばれているのは想像できないね。厳密に言えば、歩兵だけがドッグフェイスと呼ばれる。大抵、我々は薄汚れていて、鴨猟犬のように寒がっていて濡れていて、調教途中の犬のように厳しく大きな声で命令されてばかりだった。

Perhaps I should explain the derivation of the term "dogface". He lived in "pup tents" and foxholes. We were treated like dogs in training. We had dog tags for identification. The basic story is that wounded soldiers in the Civil War had tags tied to them with string indicating the nature of their wounds. The tags were like those put on a pet dog or horse, but I can't imagine anybody living in a horse tent or being called a horseface. Correctly speaking, only Infantrymen are called dogfaces. Much of the time we were filthy, cold and wet as a duck-hunting dog and we were ordered around sternly and loudly like a half-trained dog.
この言葉はビル・モールディンの戦争漫画『Up Front』などのメディアでも使われた。モールディンは、第45歩兵師団の一員としてイタリアに派遣された経験を持つ復員兵であり、その頃に「ドッグフェイス」という言葉を聞いた可能性もある。
1955年に公開された映画『地獄の戦線』（原題：To Hell and Back）の劇中でも使われた。『地獄の戦線』は、大戦中の最多受章兵士として知られるオーディ・マーフィのベストセラーとなった自伝を原作としており、マーフィ自身も出演した。劇中歌として使用された軍歌『The Dogface Soldier』は、元々1942年に陸軍の歩兵だったケン・ハート（Ken Hart）とバート・ゴールド（Bert Gold）が作成したものである。後に第3歩兵師団の公式歌として採用され、大戦を通じて広く歌唱・演奏された。映画の公開からまもなくしてレコードの売上は300,000枚を超えた。
ハーマン・ウォークの小説『ケイン号の叛乱』の中でもこの言葉が使われた: "'If they decide to survey this bucket we'll sit on the beach with the dogfaces for a year waiting our chance for a ride back. Fix the pumps and you've got your private limousine to take you home, maybe in a week. How about another look at the pumps?' The pumps were repaired in two days."。ただし、ここでは歩兵ではなく、単に悲しげな犬のような顔という意味で使われている。